# Knorr-Bremse

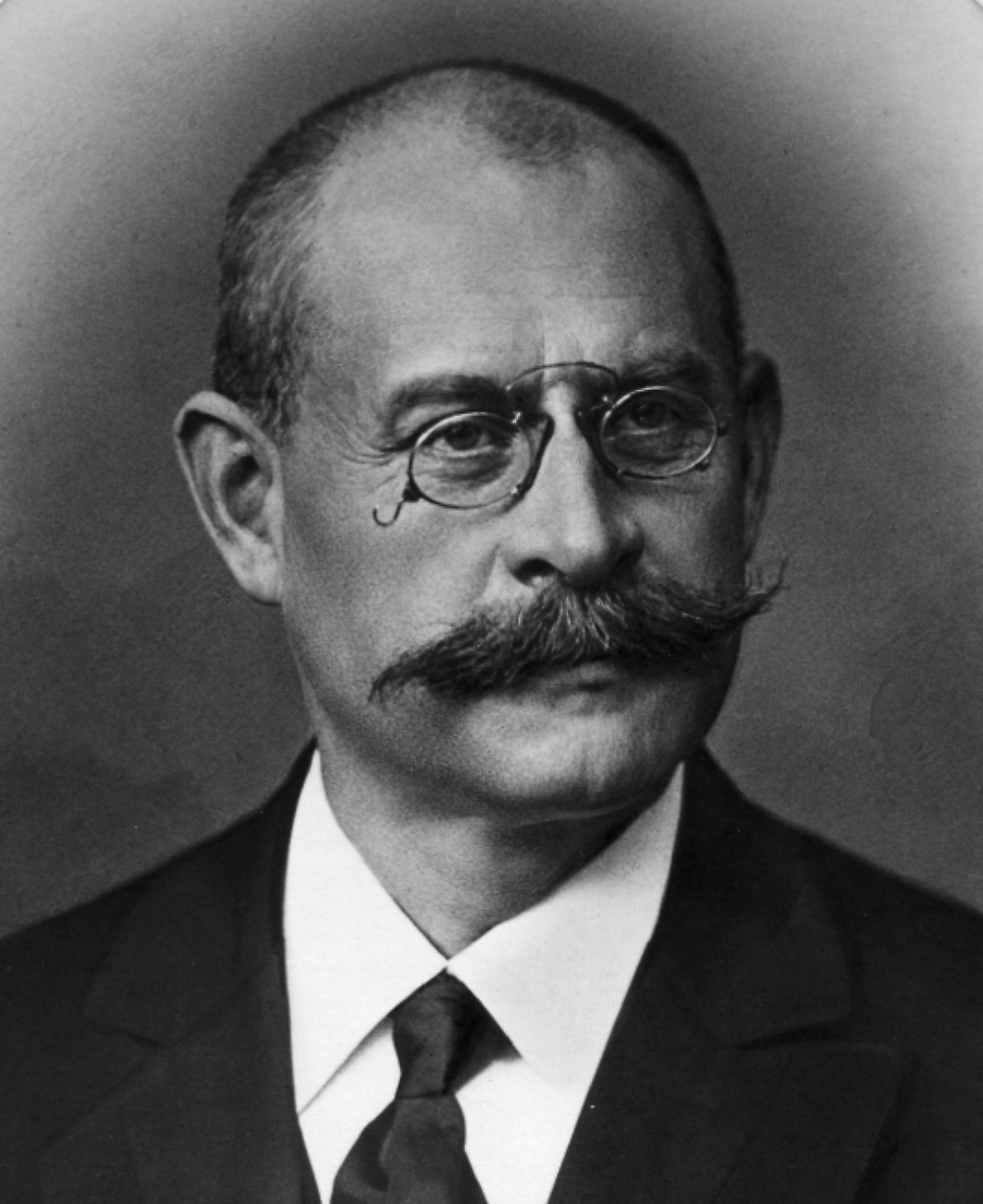
Georg Knorr (1859–1911)

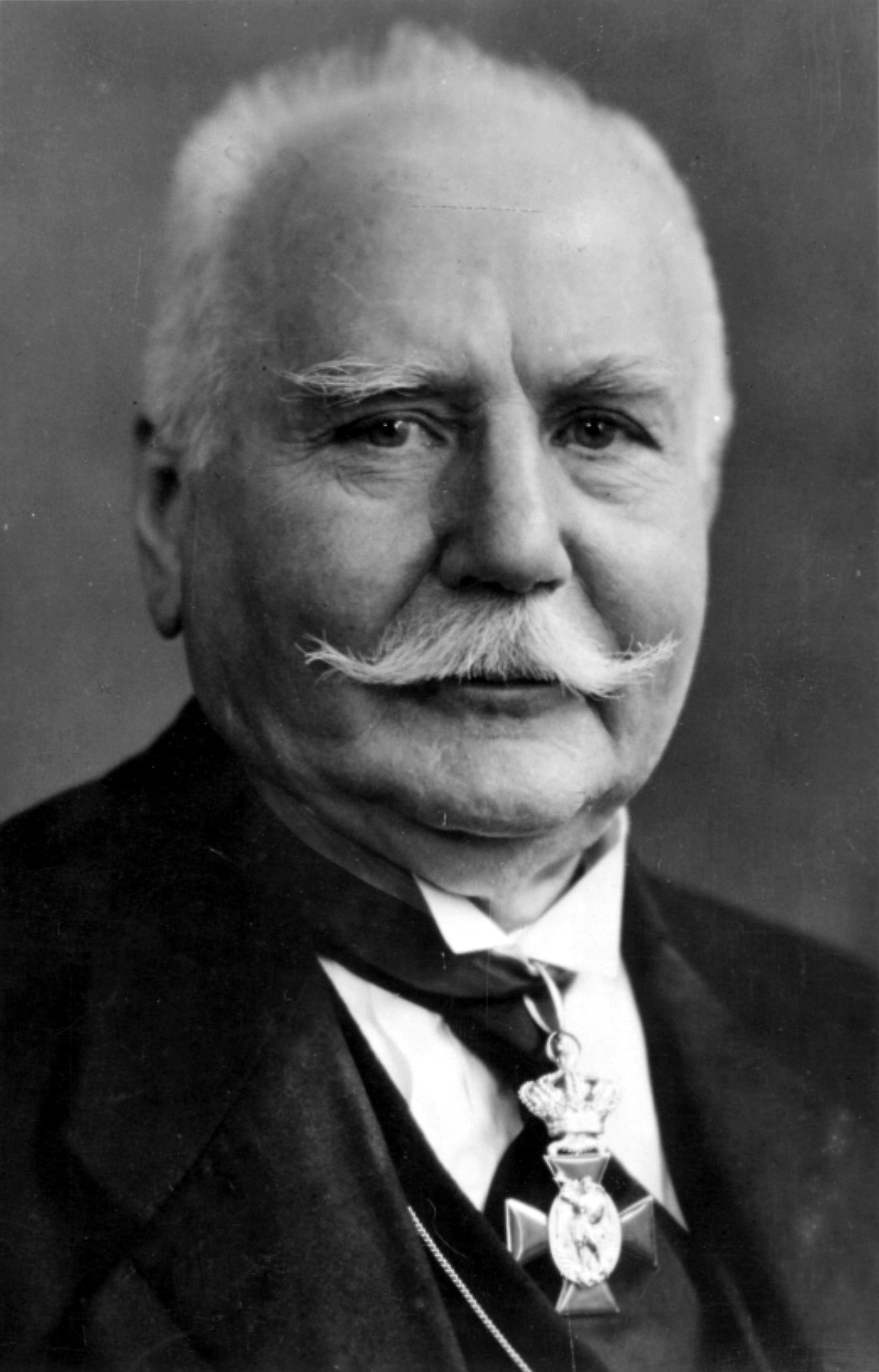
Bruno Kunze (1854–1935)

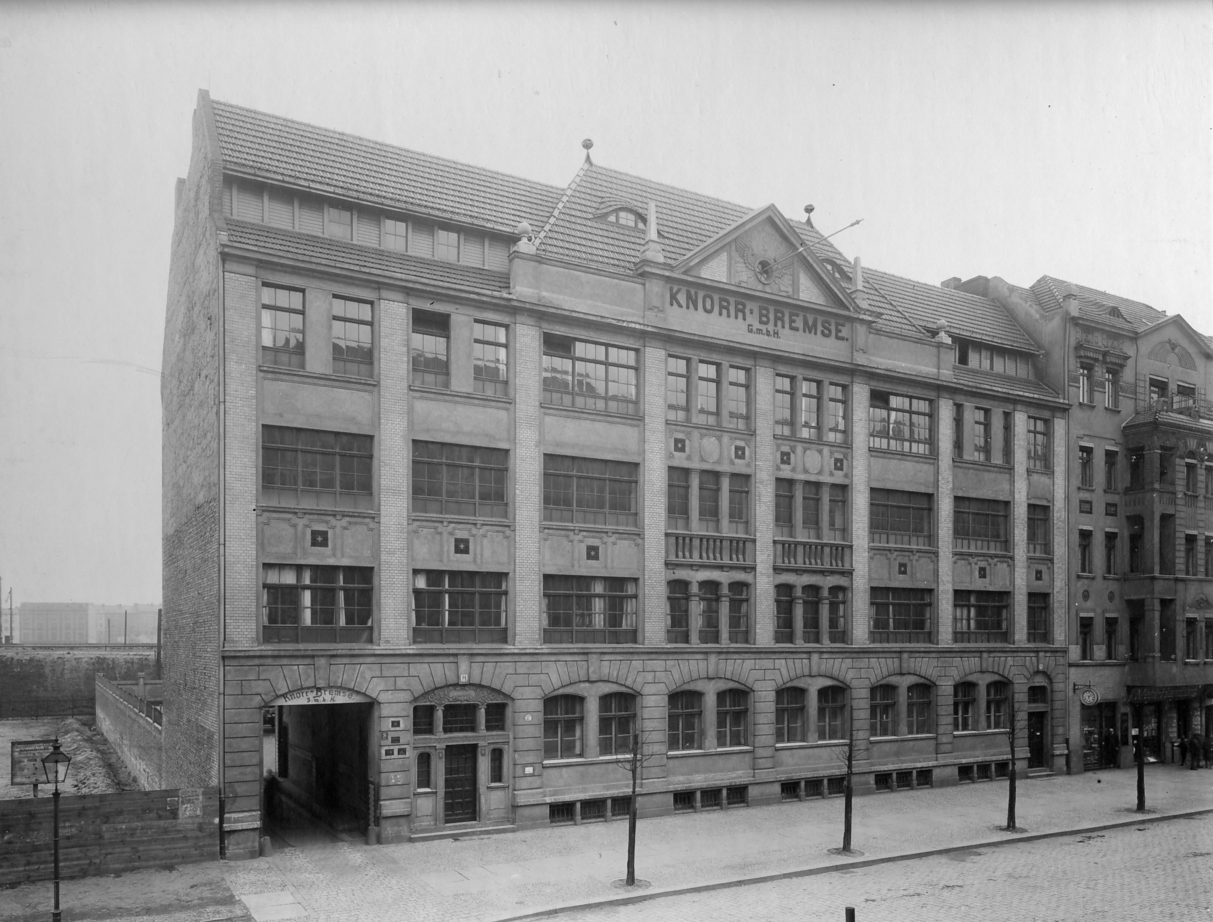
Knorr-Bremse GmbH, Berlin (1908)

A Knorr-Bremse AG vasúti és haszongépjárművek fékrendszereit gyártó német vállalat, amely több mint 110 éve működik a területen. A vállalatcsoport portfóliójában megtalálhatóak még intelligens ajtórendszerek, vezérlőelemek, légkondicionáló rendszerek vasúti járművekhez, torziós lengéscsillapítók és sebességváltó-szabályozó rendszerek haszongépjárművekhez. 2019-ben a Csoport több mint 28 000 alkalmazottja világszerte 6,93 milliárd eurós árbevételt ért el világszerte.
A vállalatcsoport több mint 30 országban, 100 telephelyen van jelen.
2020. november 4-én bejelentették, hogy a Knorr-Bremse AG Dr. Jan Michael Mrosikot választotta az igazgatóság tagjává és vezérigazgatóvá. A kinevezés 2021. január 1-jei hatállyal lépett hatályba.

## Alapítás
Georg Knorr mérnök 1905-ben alapította a Knorr-Bremse GmbH-t a Berlin melletti Boxhagen-Rummelsburgban, a Neue Bahnhofstraße-n (1920 óta Berlin-Friedrichshain része). A vasúti fékrendszerek gyártása egy 1883-ban alapított cégből ("Carpenter & Schulze") származik. A vállalat 1911-ben egyesült a "Continentale Bremsen-GmbH"-val, és megalapította a Knorr-Bremse Aktiengesellschaft (AG) vállalatot. 1913-tól kezdve egy második gyártóüzemet, új székházat, fűtőművet és egyéb melléképületeket emeltek.
A Knorr kereskedelmi sikerének kezdeti alapját a Porosz Államvasutakkal kötött megállapodás jelentette, amely akkoriban alakította meg a Porosz-Hesseni Vasúttársaságot, és amely egykamrás gyorsfékrendszerek szállítására vonatkozott, először személy-, majd tehervonatok számára. A sűrített levegővel működő fék, a "Knorr Druckluft-Einkammerschnellbremse" (K1), valamint annak származékai a hagyományos rendszerekhez képest jelentősen jobb biztonsági teljesítményt nyújtottak.
A huszadik század elején a vonatőröknek még mindig kézzel, úgynevezett "fékező kocsikból" kellett működtetniük a fékeket. Az első pneumatikus fékek alapkivitelűek voltak, de hamarosan kifejlesztették a vezérlőszelepeket használó közvetett automatikus rendszereket.